# Лжепестрянки
Лжепестрянки (Amata) — род бабочек из подсемейства медведицы в составе семейства Erebidae.

## Описание
Яркие и пёстро раскрашенные бабочки средних размеров. Внешним видом напоминают бабочек-пестрянок, но легко распознаются при внимательном рассмотрении по нитевидным (не веретеновидным) усикам и форме крыльев. Передние крылья удлиненно-треугольной формы, значительно превосходят по размерам задние крылья. Окраска чаще всего бархатисто-чёрная, с яркими жёлтыми, оранжевыми или красными полосами (иногда такого же цвета пятна по бокам) сверху отдельных сегментов, реже — оранжево-жёлтое, в узких чёрных кольцах по переднему краю сегментов. Жилкование задних крыльев характеризуется отсутствием Sс, положение которой едва намечено неглубокой складкой.

## Биология
Ведут дневной образ жизни, летают мало и неохотно, чаще сидят в траве или на цветах, где встречаются вместе с настоящими пестрянками. В умеренной зоне дают одно поколение в году.

## Систематика
Нет общепринятого мнения о существовании единого огромного рода Amata, включающего палеарктические, ориентальные, австралийские и африканские виды. Например, В. В. Золотухин считал, что палеарктические Syntomis имеют статус хорошего рода, наравне с палеотропическим родом Amata. Из российских видов только Amata fortunei (de l’Orza, 1859) с острова Кунашир не относится к роду Syntomis.
- Amata albapex Hampson, 1893
- Amata albionica Dufay, 1965
- Amata albobasis  Kiriakoff, 1954
- Amata alenicola  (Strand, 1912)
- Amata alicia  (Butler, 1876)
- Amata annulata Fabricius, 1775
- Amata antitheta Meyrick, 1886
- Amata aperta Walker, 1865
- Amata atricornis (Wallengren, 1863)
- Amata atricornuta Gaede, 1926
- Amata attenuata  Rothschild, 1910
- Amata basithyris  Hampson, 1914
- Amata benitonis  (Strand, 1912)
- Amata bicincta Kollar, 1844
- Amata bicolor Walker, 1854
- Amata bifasciata (Hopffer, 1857)
- Amata bondo  (Kiriakoff, 1965)
- Amata borguensis (Hampson, 1901)
- Amata borneogena Obraztsov, 1955
- Amata burtti  (Distant, 1900)
- Amata caerulescens (Druce, 1898)
- Amata cantori Moore, 1859
- Amata caspia Staudinger, 1877
- Amata cerbera (Linnaeus, 1764)
- Amata ceres (Oberthür, 1878)
- Amata chariessa (Jordan, 1936)
- Amata chloroscia (Hampson, 1901)
- Amata cholmlei (Hampson, 1907)
- Amata chlorometis Meyrick, 1886
- Amata choneutospila Turner, 1905
- Amata chroma Swinhoe, 1892
- Amata chromatica Turner, 1905
- Amata chrysozona (Hampson, 1898)
- Amata congener (Hampson, 1901)
- Amata consimilis (Hampson, 1901)
- Amata creobota (Holland, 1893)
- Amata croceizona (Hampson, 1910)
- Amata cuprizonata (Hampson, 1901)
- Amata cyanea Hampson, 1914
- Amata cyanura Meyrick, 1886
- Amata cyssea Stoll, 1782
- Amata decorata Walker, 1862
- Amata dilatata Snellen, 1881
- Amata dilateralis (Hampson, 1898)
- Amata discata (Druce, 1898)
- Amata dissimilis (Bethune-Baker, 1911)
- Amata divalis  (Schaus & Clements, 1893)
- Amata dyschlaena Turner, 1905
- Amata elongimacula Hampson, 1898
- Amata endocrocis (Hampson, 1903)
- Amata exapta Swinhow, 1892
- Amata expandens Walker, 1862
- Amata flavoanalis (Seitz, 1926)
- Amata fortunei (d’Orza, 1869)
- Amata francisca (Butler, 1876)
- Amata fruhstorferi (Hampson, 1898)
- Amata goodii (Holland, 1893)
- Amata gil (Witt et al., 2007[3])
- Amata hellei (Romieux, 1935)
- Amata hemiphoenica (Hampson, 1910)
- Amata heptaspila Turner, 1905
- Amata hesperitis Meyrick, 1886
- Amata huebneri Boisduval, 1828
- Amata humeralis Butler, 1876
- Amata hyalota Meyrick, 1886
- Amata hypomela Kiriakoff, 1954
- Amata insularis Butler, 1876
- Amata interniplaga (Mabille, 1890)
- Amata jacksoni Rothschild, 1910
- Amata janenschi Seitz, 1926
- Amata johanna (Butler, 1876)
- Amata kenredi (Rothschild, 1910)
- Amata kinensis Hampson, 1898
- Amata kruegeri Ragusa, 1904
- Amata kuhlweini (Lefèbvre, 1832)
- Amata lagosensis (Hampson, 1907)
- Amata lampetis Turner, 1898
- Amata lateralis (Boisduval, 1836)
- Amata leimacis (Holland, 1893)
- Amata leucacma Meyrick, 1886
- Amata leucerythra (Holland, 1893)
- Amata leucosoma (Butler, 1876)
- Amata lucta Lucas, 1901
- Amata macroflavifer Holloway, 1988
- Amata macroplaca Meyrick, 1886
- Amata magistri Turner, 1905
- Amata magnopupillata Berio, 1941
- Amata magrettii Berio, 1937
- Amata marella Butler, 1876
- Amata marina (Butler, 1876)
- Amata marinoides Kiriakoff, 1954
- Amata marjana Stauder, 1913
- Amata melitospila Turner, 1905
- Amata mestralii Bugnion, 1837
- Amata miozona (Hampson, 1910)
- Amata mjobergi Talbot, 1926
- Amata mogadorensis Blachier, 1908
- Amata monothyris Hampson, 1914
- Amata monticola  (Aurivillius, 1910)
- Amata nigriceps Butler, 1876
- Amata nigricilia (Strand, 1912)
- Amata nigricornis (Alphéraky, 1883)
- Amata nigrobasalis Rothschild, 1910
- Amata ntebi (Bethune-Baker, 1911)
- Amata obraztsovi Kiriakoff, 1954
- Amata ochrospila Turner, 1922
- Amata olinda Swinhoe, 1892
- Amata orphnaea Turner, 1898
- Amata pactolina Walker, 1865
- Amata paradelpha Turner, 1905
- Amata paraula Meyrick, 1886
- Amata passalis  (Fabricius, 1781)
- Amata pembertoni Rothschild, 1910
- Amata perixanthia (Hampson, 1898)
- Amata pfeifferae (Moore, 1859)
- Amata phaeobasis (Hampson, 1907)
- Amata phaeochyta Turner, 1907
- Amata phaeozona (Zerny, 1912)
- Amata phegea Linnaeus, 1758
- Amata phepsalotis Meyrick, 1886
- Amata phoenicia (Hampson, 1898)
- Amata ploetzi (Strand, 1912)
- Amata polidamon (Cramer, 1779)
- Amata polymita &ndash Linnaeus, 1768
- Amata polyxo (Fawcett, 1918)
- Amata prepuncta Holloway, 1988
- Amata prosomoea Turner, 1905
- Amata pryeri Hampson, 1898
- Amata pseudextensa Rothschild, 1910
- Amata pseudosimplex de Freina, 2013
- Amata pyrocoma Meyrick, 1886
- Amata ragazzii Turati, 1917
- Amata recedens Lucas, 1891
- Amata rendalli (Distant, 1897)
- Amata romeii Berio, 1941
- Amata rubritincta (Hampson, 1903)
- Amata rufina (Oberthür, 1878)
- Amata schoutedeni Kiriakoff, 1954
- Amata shoa (Hampson, 1898)
- Amata similis (Le Cerf, 1922)
- Amata simplex (Walker, 1854)
- Amata soror (Le Cerf, 1922)
- Amata sperbius (Fabricius, 1787)
- Amata stanleyi (Kiriakoff, 1965)
- Amata stenoptera (Zerny, 1912)
- Amata stictoptera Rothschild, 1910
- Amata symphona Swinhoe, 1907
- Amata syntomoides Butler, 1876
- Amata teinopera Hampson, 1898
- Amata tenera Hulstaert, 1923
- Amata tetragonaria Walker, 1862
- Amata thoracica Moore, 1877
- Amata tomasina (Butler, 1876)
- Amata trifascia Holloway, 1976
- Amata trigonophora Turner, 1898
- Amata tripunctata (Bethune-Baker, 1911)
- Amata tritonia (Hampson, 1911)
- Amata uelleburgensis (Strand, 1912)
- Amata velatipennis (Walker, 1864)
- Amata vicarians Holloway, 1988
- Amata waldowi (Grünberg, 1907)
- Amata wallacei (Moore, 1859)
- Amata williami Rothschild, 1910
- Amata xanthopleura Hampson, 1914
- Amata xanthosoma Turner, 1898
- Amata xanthura Turner, 1905

Виды рода Syntomis, включённые в него В. В. Золотухиным, а также западноевропейские:
- Syntomis phegea (Linnaeus, 1758) — Европа, юго-запад Европейской России
- Syntomis albionica Dufay, 1965 — Франция
- Syntomis kruegeri Ragusa, 1904 (=marjana Stauder, 1913) — Европа, Молдавия, Украина, Россия: Северный Кавказ.
- Syntomis mogadorensis Blachier, 1908 — Марокко
- Syntomis ragazzii Turati, 1917 — Южная Италия
  - Syntomis ragazzii silaensis (Obraztsov, 1966)
  - Syntomis ragazzii asperomontana Stauder, 1917
- Syntomis bactriana Erschoff, 1874 — Средняя Азия
- Syntomis cocandica Erschoff, 1874 — Средняя Азия
- Syntomis maracandina Erschoff, 1874 — Средняя Азия
  - Syntomis maracandina gisba Ignatyev et Zolotuhin, 2005
- Syntomis nigricornis Alpheraky, 1883 — Турция, Северный Иран, Закавказье, Украина, Крым, Европейская Россия, Урал, Северо-Западный и Северный Казахстан. Самый обычный вид рода в Европейской России, который постоянно путают с Syntomis phegea, например, Г. Н. Горностаев[1] и др.[5].
- Syntomis sovinskiji (Obraztsov, 1966) — Средняя Азия
- Syntomis transcaspica (Obraztsov, 1966) — Восточная Турция, Закавказье, Туркменистан, Северный Казахстан, Россия: Нижняя Волга, Южный Урал, юг Западной Сибири
  - Syntomis transcaspica jasoni Ignatyev et Zolotuhin, 2005 — Малая Азия
- Syntomis caspia Staudinger, 1877 — Закавказье, Северный Кавказ, юго-восток Европейской России, Средняя Азия, юг Западной Сибири
- Syntomis hissarica (Stschetkin, 1979) — Таджикистан
- Syntomis flaviguttata (Hampson, 1900) — Афганистан, Северный Пакистан
- Syntomis germana Felder, 1862 — Россия: Приамурье, Приморье; Китай, Корея, Япония, Индокитай, остров Ява

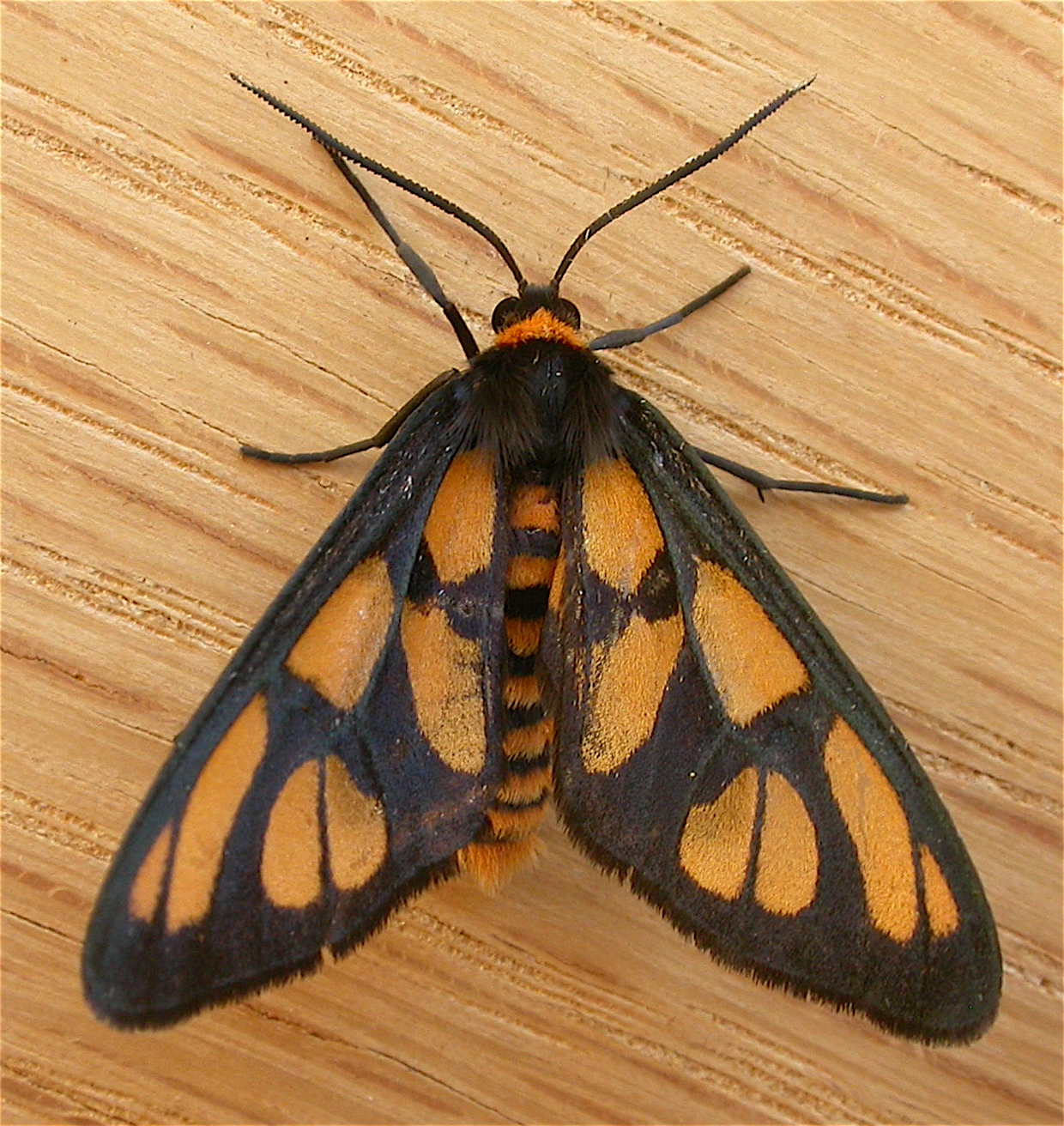
Amata trigonophora
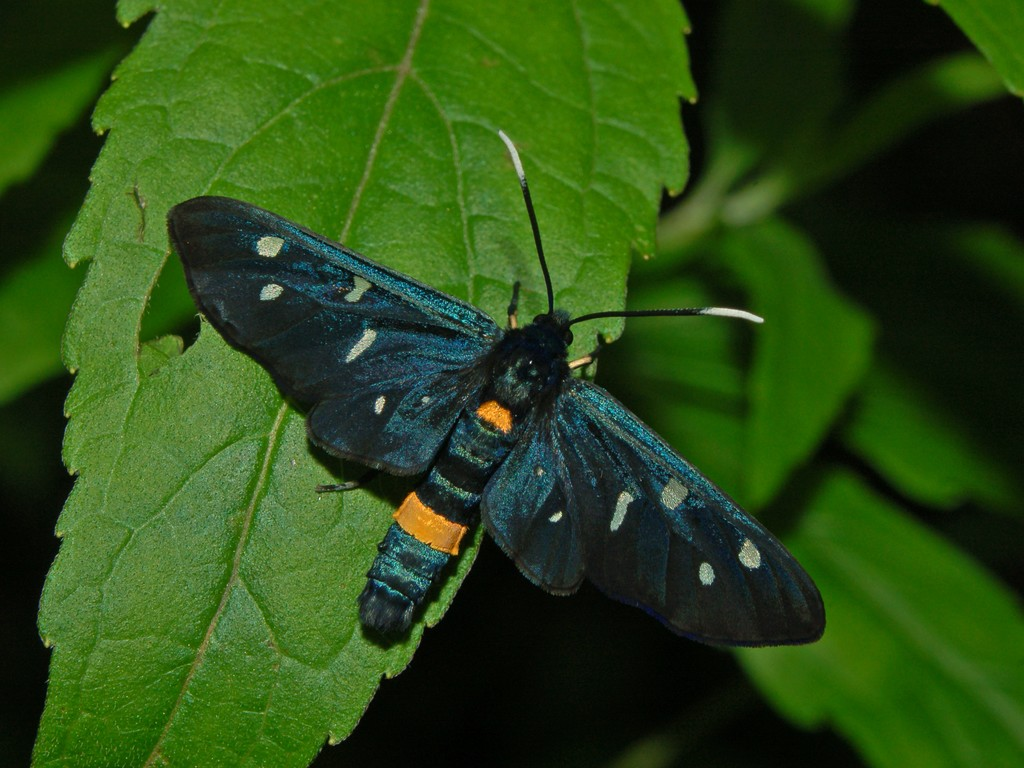
Amata phegea
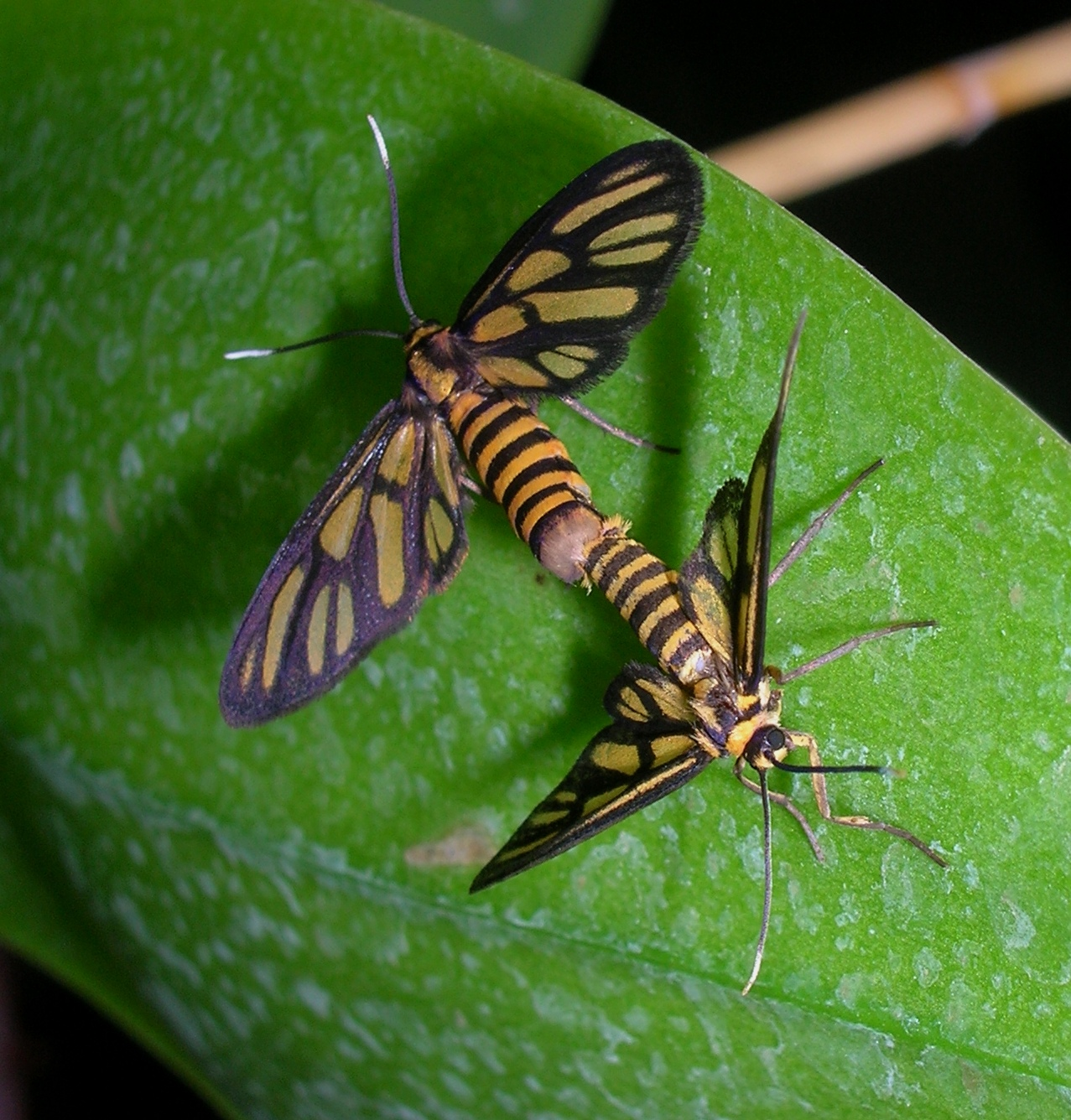
Amata sp.
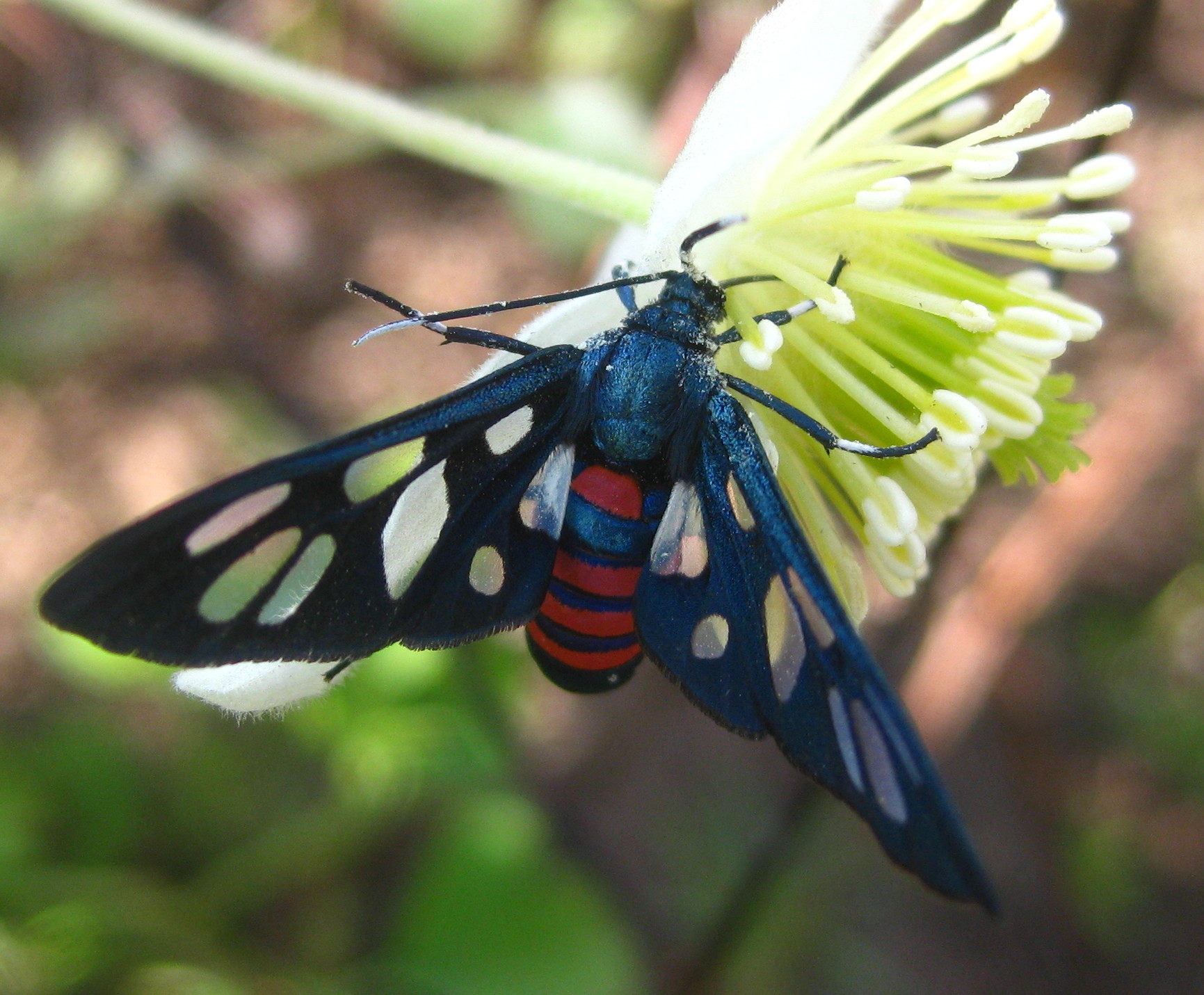
Amata alicia
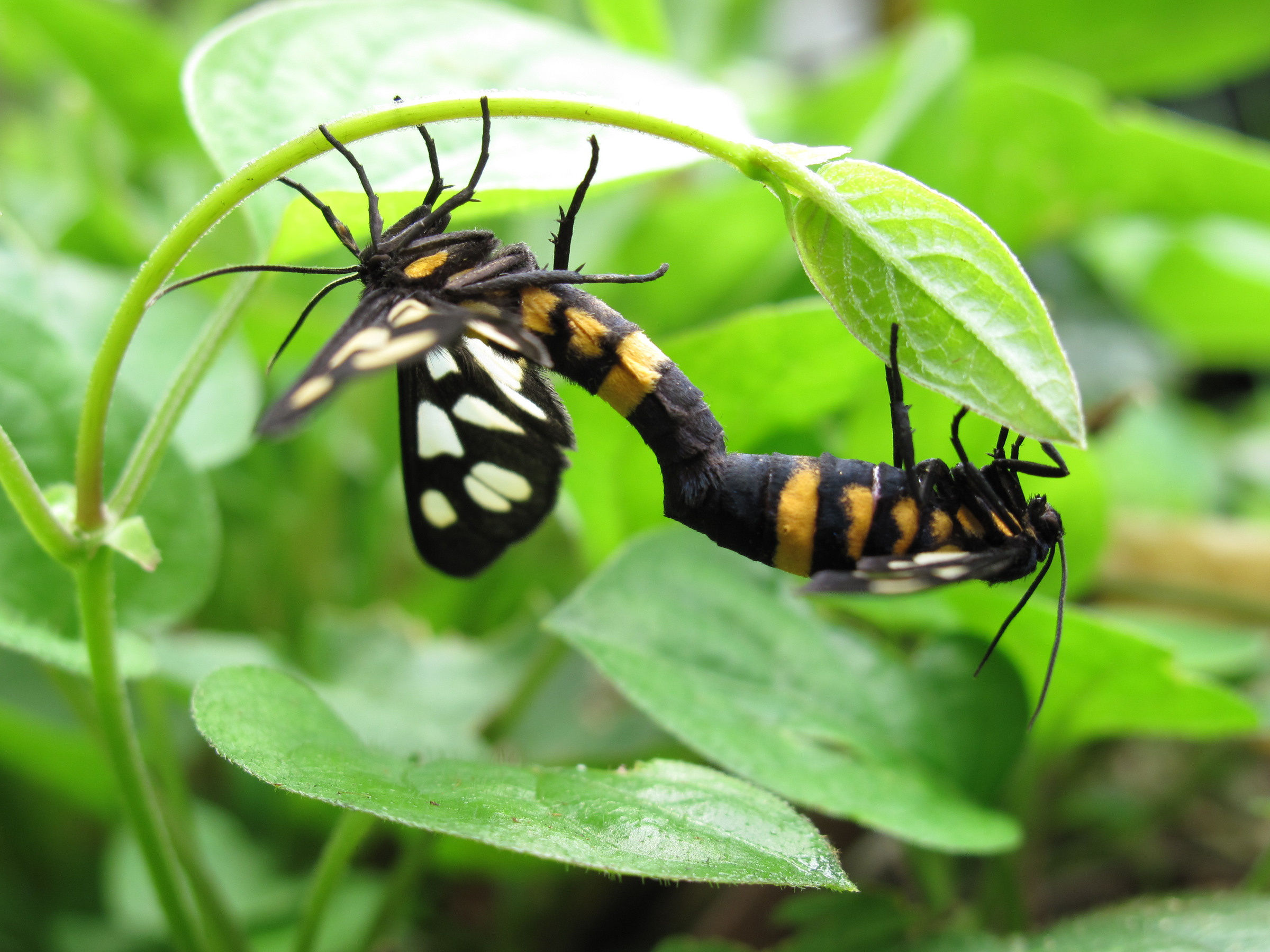
Amata fortunei
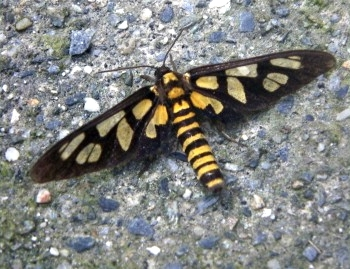
Amata perixanthia
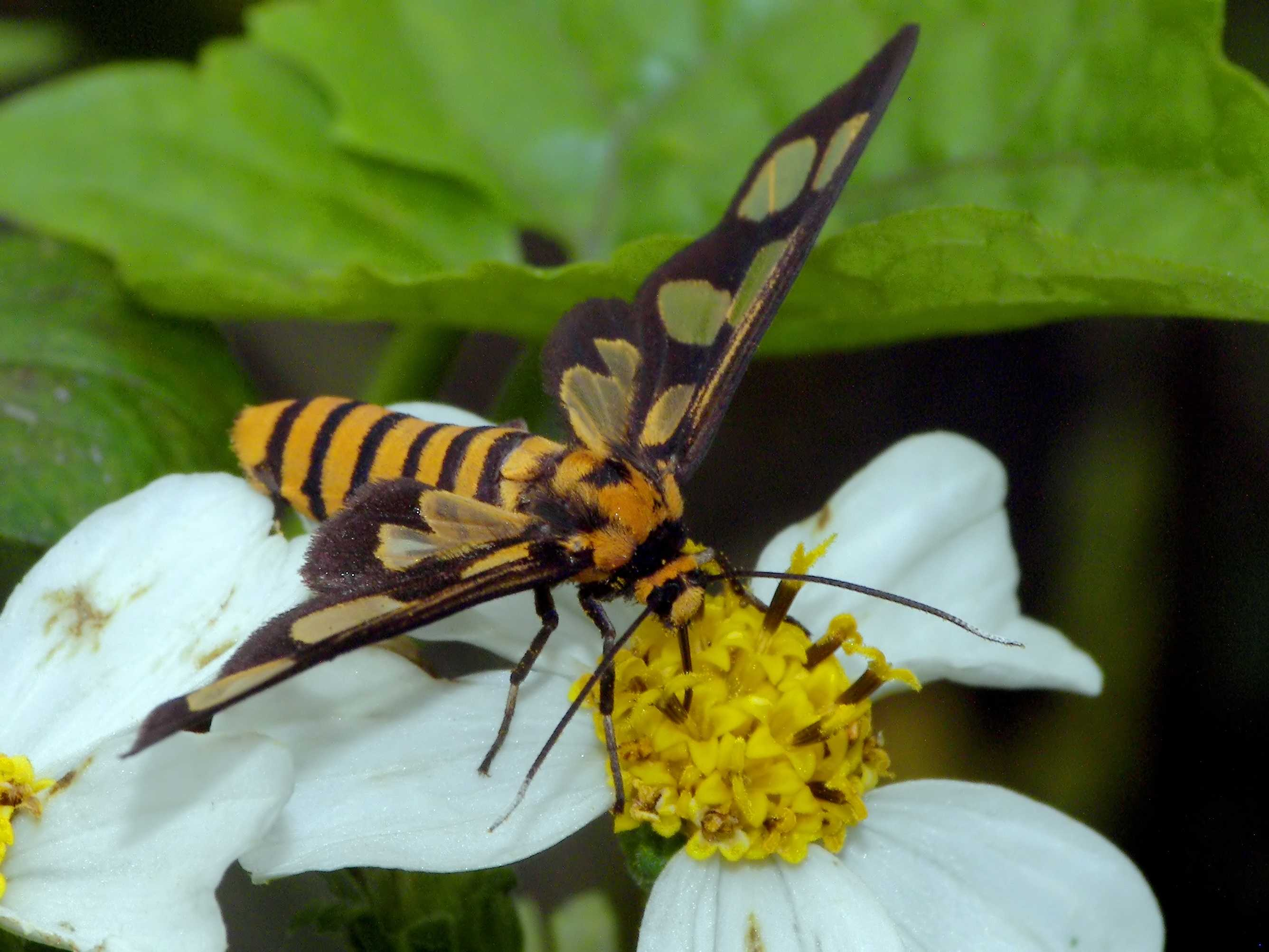
Amata polymita